# Pride and Prejudice (série télévisée, 2014)
Pour les articles homonymes, voir Pride and Prejudice.
Pride and Prejudice (coréen : 오만과 편견 ; hanja : 傲慢과 偏見 ; RR : Omangwa Pyeongyeon) est un drama coréen diffusé en 2014 mettant en scène Choi Jin-hyuk, Baek Jin-hee, Choi Min-soo, Lee Tae-hwan et Son Chang-min. Il a été diffusé sur la chaine MBC du 27 octobre 2014 au 13 janvier 2015 tous les lundis et mardis à 22 h pour un total de 21 épisodes,,.

## Synopsis
Gu Dong-chi a réussi à devenir procureur à l'âge de 21 ans juste après le lycée (en évitant complètement l'université) grâce à son intelligence et sa vivacité d'esprit. Avec ses capacités hors norme et plus de dix ans d'expérience depuis, Dong-chi a perfectionné ses compétences pour percer au grand jour les pensées des gens. En contre partie celui-ci arrive à garder une attitude imperturbable et profite de cet avantages pour sa carrière.
Han Yeol-mu est une  apprentie procureur en formation qui est affecté sous la tutelle de Dong-chi. Yeol-mu était autrefois détective, mais elle a décidé de devenir procureur en raison de sa quête insatiable de vérité et de justice. Dong-chi se retrouve donc à travailler avec Yeol-mu d'une part, mais aussi avec l'impassible procureur vétéran Moon Hee-man, l'enquêteur et ancien athlète de taekwondo Kang Soo, et le chômeur à la langue trop pendu Jung Chang-gi. Ensemble, ils forment l'équipe des loser prosecutors[Quoi ?] qui se battent pour les citoyens innocents, pauvres et impuissants, ils luttent contre le crime et le système corrompu.

## Distribution

### Personnages principaux
- Choi Jin-hyuk : Goo Dong-chi
- Noh Tae-yeop : Jeune Goo Dong-chi
- Baek Jin-hee : Han Yeol-moo
- Park Si-eun : JeuneHan Yeol-moo
- Choi Min-soo : Moon Hee-man
- Lee Tae-hwan : Kang Soo / Seo Tae-won
- Son Chang-min : Jung Chang-gi

### Personnages secondaires
- Choi Woo-shik : Lee Jang-won
- Jang Hang-sun : Yoo Dae-gi
- Jung Hye-sung :  Yoo Kwang-mi
- Roh Joo-hyun : Lee Jong-gon
- Kim Yeo-jin : Oh Do-jung
- Baek Soo-ryun : Baek Geum-ok
- Kim Na-woon :  Kim Myung-sook
- Kim Kang-hoon : Kim Chan
- Jung Chan : Choi Gwang-gook
- Han Gap-soo : Goo Young-bae
- Song Sam-dong : Kwon Dae-yong
- Lee Hyun-gul : Baek Sang-dae
- Jung Ji-hoon : Han Byul
- Kim Hae-na : Cha Yoon-hee
- Kim Hye-yoon : Kang Han-na (Ep.15)

### Caméos
- Jung Sung-mo : mère de Han Byul
- Kwak Ji-min : Song Ah-reum
- Jung Chan : Choi Kwang-gook
- Im Seung-dae : Kang Moo-sung
- Choi Joon-yong : Oh Tae-gyun
- Maeng Sang-hoon : Park Soon-bae

## Audience
Tel que rapporté par Nielsen Korea, le drama a récolté une note de 11,2 %, enregistrant la note la plus élevée de son créneau horaire, nettement devant ses concurrents, Naeil's Cantabile (KBS2) et Secret Door (SBS).
| Épisode # | Date de diffusion | Audiences moyennes | Audiences moyennes | Audiences moyennes | Audiences moyennes |
| Épisode # | Date de diffusion | TNmS               | TNmS               | AGB Nielsen        | AGB Nielsen        |
| Épisode # | Date de diffusion | Mondiale           | Séoul              | Mondiale           | Séoul              |
| --------- | ----------------- | ------------------ | ------------------ | ------------------ | ------------------ |
| 1         | 27 octobre 2014   | 9,3 %              | 11,5 %             | 11,2 %             | 13 %               |
| 2         | 28 octobre 2014   | 8,3 %              | 11,0 %             | 11,0 %             | 12,4 %             |
| 3         | 3 novembre 2014   | 9,6 %              | 13,4 %             | 11,6 %             | 13,5 %             |
| 4         | 4 novembre 2014   | 10,1 %             | 13,0 %             | 10,8 %             | 12,6 %             |
| 5         | 10 novembre 2014  | 10,6 %             | 14,6 %             | 12,1 %             | 13,9 %             |
| 6         | 11 novembre 2014  | 11,0 %             | 13,7 %             | 12,8 %             | 15,1 %             |
| 7         | 17 novembre 2014  | 11 %               | 14,6 %             | 10,7 %             | 12,0 %             |
| 8         | 24 novembre 2014  | 10,5 %             | 13,4 %             | 11,3 %             | 13,2 %             |
| 9         | 25 novembre 2014  | 10,3 %             | 13,7 %             | 11,9 %             | 13,5 %             |
| 10        | 1er décembre 2014 | 10,2 %             | 13,7 %             | 10,3 %             | 11,5 %             |
| 11        | 2 décembre 2014   | 11,1 %             | 14,4 %             | 11,1 %             | 12,3 %             |
| 12        | 8 décembre 2014   | 9,8 %              | 12,6 %             | 9,7 %              | 11,1 %             |
| 13        | 9 décembre 2014   | 9,8 %              | 12,9 %             | 10,6 %             | 11,7 %             |
| 14        | 15 décembre 2014  | 9,2 %              | 12 %               | 9,2 %              | 10,4 %             |
| 15        | 16 décembre 2014  | 10,2 %             | 13,7 %             | 9,9 %              | 11,1 %             |
| 16        | 22 décembre 2014  | 9,2 %              | 13,1 %             | 9,4 %              | 10,6 %             |
| 17        | 23 décembre 2014  | 9,7 %              | 13 %               | 10 %               | 11,3 %             |
| 18        | 5 janvier 2015    | 7,7 %              | 10,4 %             | 8,4 %              | 9,7 %              |
| 19        | 6 janvier 2015    | 8,8 %              | 11,6 %             | 8,2 %              | 8,6 %              |
| 20        | 12 janvier 2015   | 9,4 %              | 12,5 %             | 8 %                | 8,6 %              |
| 21        | 13 janvier 2015   | 9,3 %              | 12,5 %             | 9,7 %              | 10,8 %             |
| Moyen     | Moyen             | 9,8 %              | 12,9 %             | 10,4 %             | 11,8 %             |

## Distinctions
| Année | Cérémonie        | Catégorie                                            | Destinataire                  | Résultat   |
| ----- | ---------------- | ---------------------------------------------------- | ----------------------------- | ---------- |
| 2014  | MBC Drama Awards | Drama de l'année                                     | Pride and Prejudice           | Nomination |
| 2014  | MBC Drama Awards | Excellence Award, Actor in a Special Project Drama   | Choi Jin Hyuk                 | Lauréat    |
| 2014  | MBC Drama Awards | Excellence Award, Actress in a Special Project Drama | Baek Jin Hee                  | Lauréat    |
| 2014  | MBC Drama Awards | Golden Acting Award, acteur                          | Choi Min-soo                  | Lauréat    |
| 2014  | MBC Drama Awards | Best Couple Award                                    | Choi Jin-hyuk et Baek Jin-hee | Nomination |
| 2014  | MBC Drama Awards | Popularity Award, acteur                             | Choi Jin Hyuk                 | Nomination |
| 2014  | MBC Drama Awards | Popularity Award, actrice                            | Baek Jin Hee                  | Nomination |